# Torgeir Anderssen-Rysst
Torgeir Anderssen-Rysst est un avocat et homme politique norvégien né le 9 août 1888 à Ålesund et mort en 1958. Il est notamment ministre de la Défense de 1928 à 1931, dans le second gouvernement de Johan Ludwig Mowinckel.
Il travaille pour le Sunnmørsposten de 1918 à 1928 et de 1931 à 1934. Il est par la suite percepteur à Ålesund et sert comme ambassadeur du pays en Islande de 1945 à sa mort. Il est également officier de réserve.